# Eugenia myrcianthes

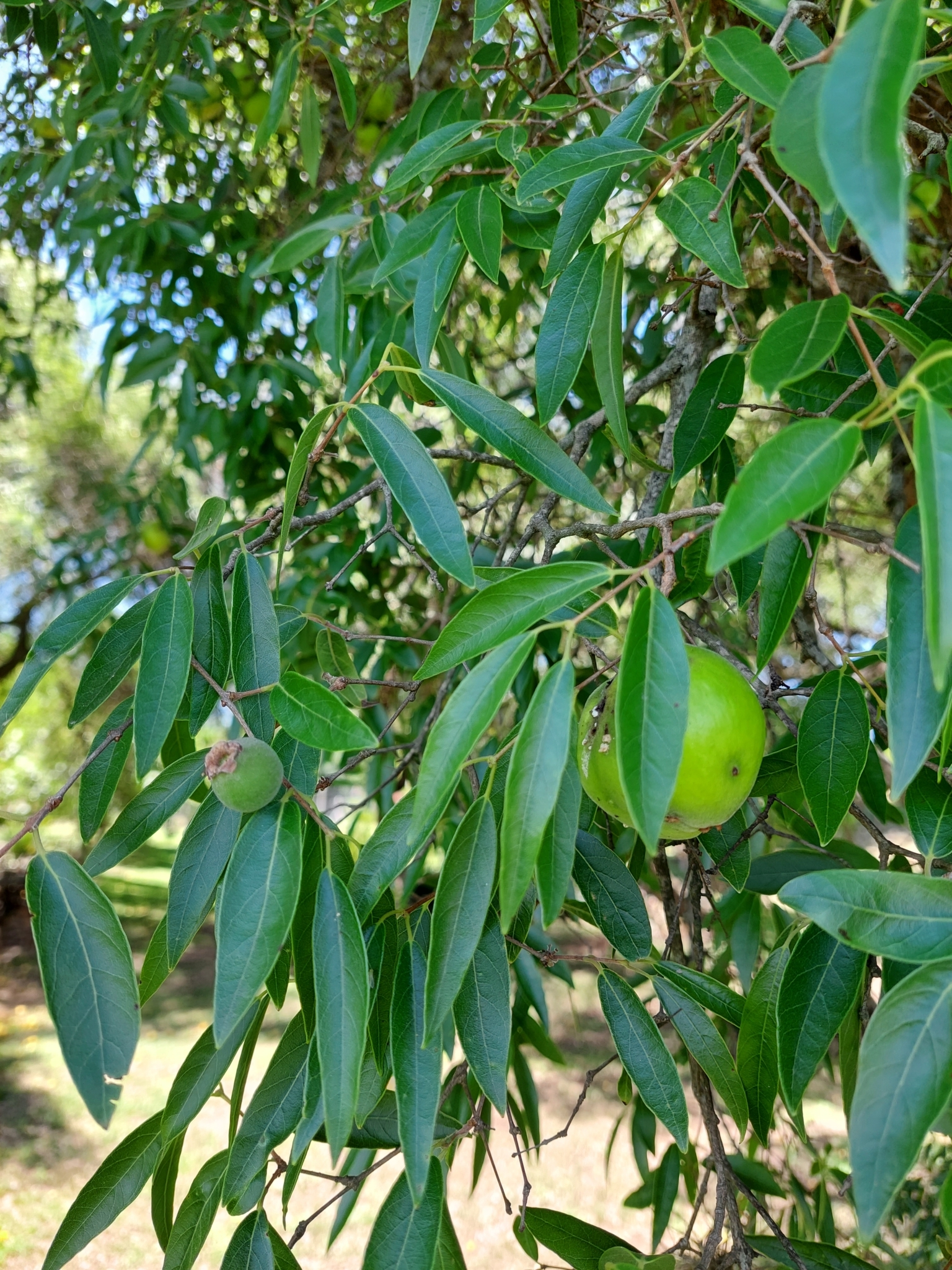
Blätter

Eugenia myrcianthes (Syn.: Hexachlamys edulis, Eugenia edulis (O.Berg) Benth. & Hook.f. ex Griseb.) ist eine Pflanzenart in der Familie der Myrtengewächse aus dem mittleren bis südlicheren Brasilien, Bolivien, Paraguay, Uruguay bis ins nordöstliche Argentinien. In Brasilien ist sie bekannt als Ubajaí, Pêssego do Mato oder Ivaí. Sie kann leicht mit Plinia edulis, ebenfalls ein Myrtengewächs, verwechselt werden, die ähnliche Früchte ausbildet, allerdings sind hier die Blüten stamm- und astblütig.

## Beschreibung
Eugenia myrcianthes wächst als laubabwerfender, kleiner Baum 4 bis über 8 Meter hoch. Der Stammdurchmesser erreicht bis über 40–50 Zentimeter. Die raue, graubraune Borke ist furchig. Junge Zweige und Blätter sind feinhaarig.
Die einfachen und kurz gestielten, leicht ledrigen Laubblätter sind gegenständig. Sie sind (schmal) eiförmig bis verkehrt-eiförmig, ganzrandig und spitzig bis rundspitzig oder bespitzt. Die Blätter sind etwa 4–8 Zentimeter lang und unterseits hellgrün. Der Blattstiel ist bis 1 Zentimeter lang.
Die Blüten erscheinen achselständig meist einzeln oder in kleinen Gruppen. Die zwittrigen und gestielten, 4–6-zähligen Blüten mit doppelter Blütenhülle sind weiß. Es sind viele Staubblätter vorhanden. Der Fruchtknoten ist unterständig.
Es werden gelb-orange und feinhaarige bis schwach behaarte, pfirsichartige, rundliche bis birnenförmige, etwa 3–6 Zentimeter große, ein-, zweisamige Früchte, Beeren (Scheinfrucht) mit Kelchresten an der Spitze gebildet. Die Früchte entwickeln einen unangenehmen Geruch und Geschmack wenn sie vollreif sind, also anfangen, sich orange zu färben. Die großen Samen sind rundlich.

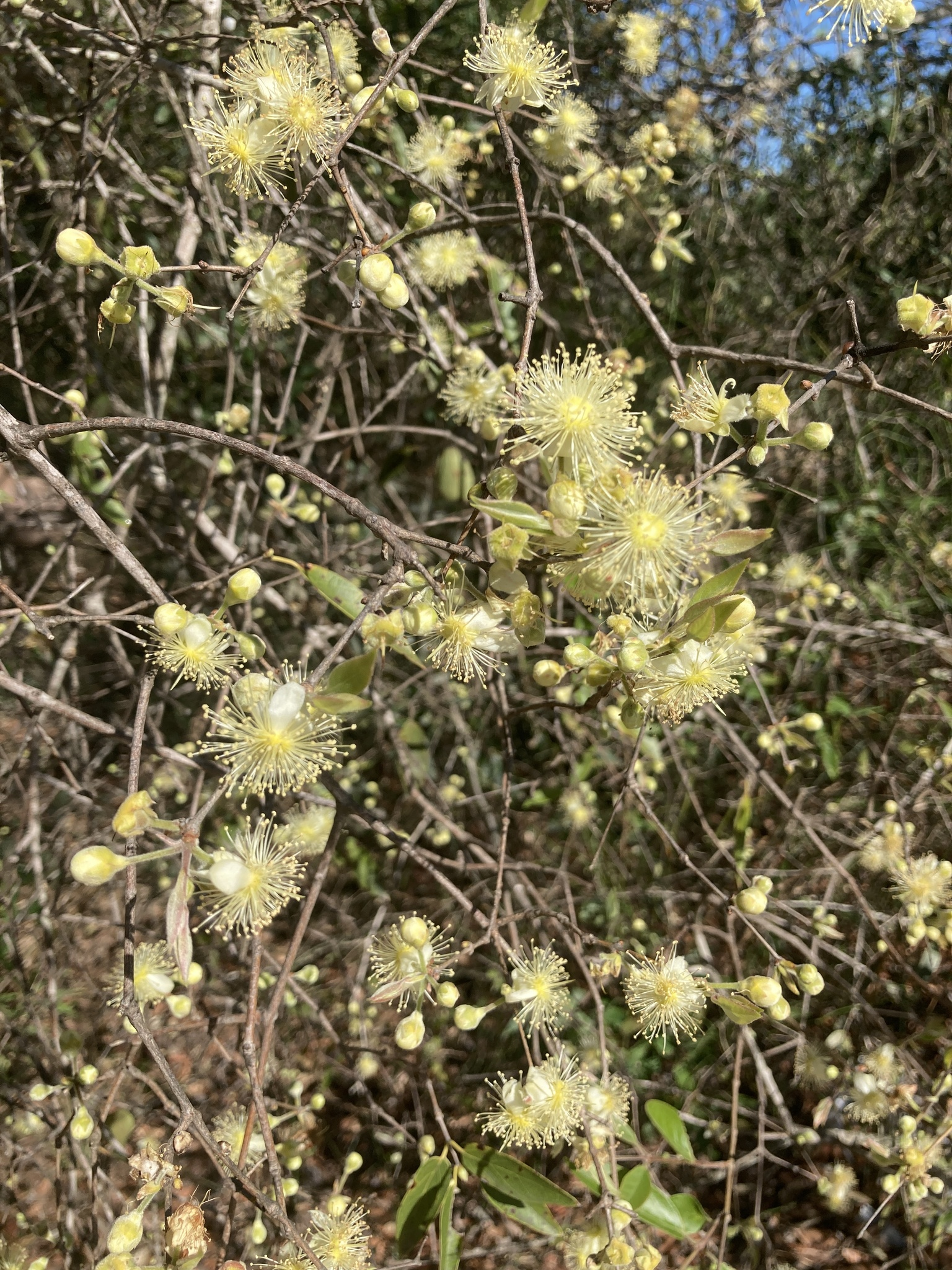
Blüten
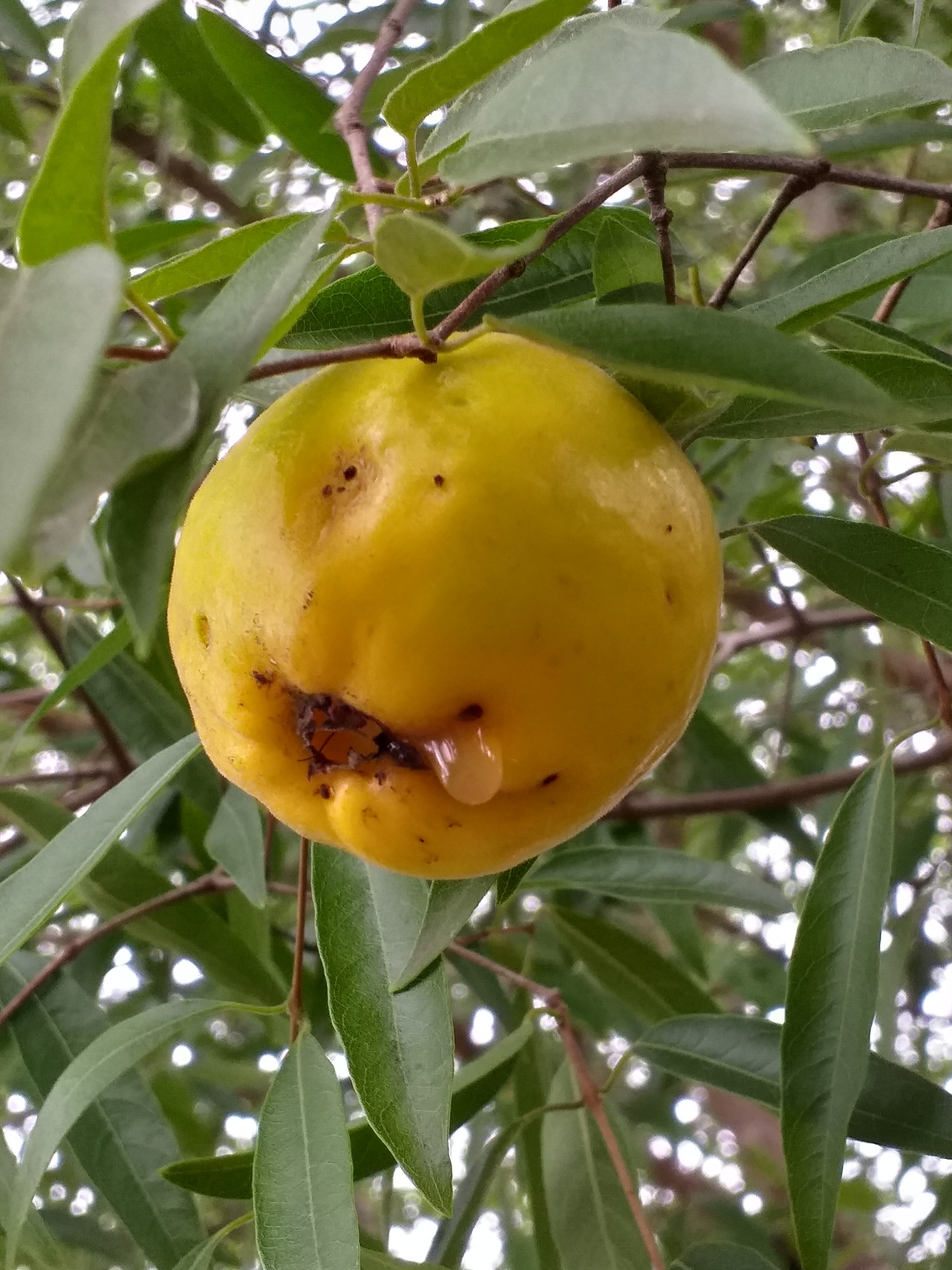
Frucht

## Verwendung
Die angenehm schmeckenden, süß-sauren und saftigen Früchte sind essbar. Sie werden roh, gekocht oder in Fruchtsäften konsumiert.
Das mittelschwere Holz ist recht hart und gut beständig. Es wird für verschiedene Anwendungen genutzt.